# 밸리머니

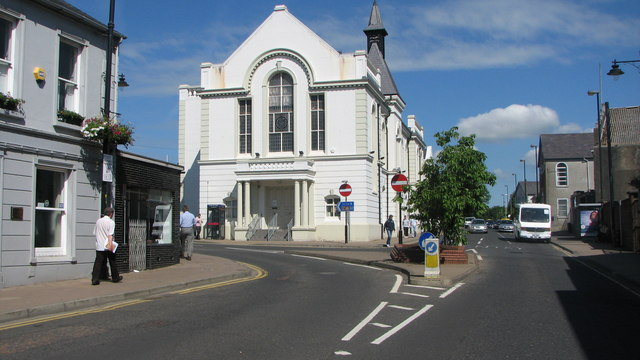
밸리머니

밸리머니(영어: Ballymoney, 아일랜드어: Baile Monaidh)는 북아일랜드 앤트림주에 있는 도시로 인구는 10,393명(2011년 기준)이다. 벨파스트에서 77km 정도 떨어진 곳에 위치한다.